# Сугімото Кенью
Кенью Сугімото (яп. 杉本健勇, нар. 18 листопада 1992, Осака, Японія) — японський футболіст, нападник клубу «Сересо Осака».
Виступав, зокрема, за клуб «Сересо Осака», а також молодіжну збірну Японії.

## Клубна кар'єра
Вихованець юнацької команди клубу «Сересо Осака».
У дорослому футболі дебютував 2010 року виступами за команду клубу «Сересо Осака», в якій провів чотири сезони, взявши участь у 89 матчах чемпіонату.  Більшість часу, проведеного у складі «Сересо Осака», був основним гравцем атакувальної ланки команди.
Згодом з 2012 по 2015 рік грав у складі команд клубів «Токіо Верді» та «Кавасакі Фронталє».
До складу клубу «Сересо Осака» приєднався 2016 року. Відтоді встиг відіграти за команду з Осаки 45 матчів в національному чемпіонаті.

## Виступи за збірні
2007 року дебютував у складі юнацької збірної Японії, взяв участь в 11 іграх на юнацькому рівні, відзначившись 9 забитими голами.
Протягом 2011–2012 років залучався до складу олімпійської збірної Японії. За цю команду зіграв у 5 офіційних матчах, забив 2 голи.

## Титули і досягнення
- Володар Кубка Джей-ліги (1):

«Сересо Осака»: 2017
- Володар Кубка Імператора (1):

«Сересо Осака»: 2017
- Володар Суперкубка Японії (1):

«Сересо Осака»: 2018